# Travniški grahor
Travniški grahor (znanstveno ime Lathyrus pratensis) je zelnata trajnica iz družine metuljnic.

## Opis
Travniški grahor zraste od 100 do 120 cm v višino in ima več štirirobih plezajočih stebel. Listi so majhni, suličasti in koničasti in imajo razločne vzporedne žile. Par stranskih lističev ima razraslo ali delno razraslo vitico, s katero se rastlina oprijema opore. Cvetovi so metuljasti, dolgi do 20 mm in so živo rumene barve. Združeni so v dolgopecljata redka grozdasta socvetja, ki se kasneje razvijejo v stroke, ki so dolgi do 4 cm in črne barve. 
Rastlina je domorodna v Evropi in Aziji, kjer cveti od maja do septembra, kasneje pa so jo zanesli tudi v Severno Ameriko. Ponekod predstavlja pomembno krmno rastlino. 